# Bruno Borowski
Bruno Borowski (* 20. Oktober 1889 in Charlottenburg; † 25. März 1945 in Leipzig) war ein deutscher Anglist. Er lehrte an der Universität Leipzig.

## Leben

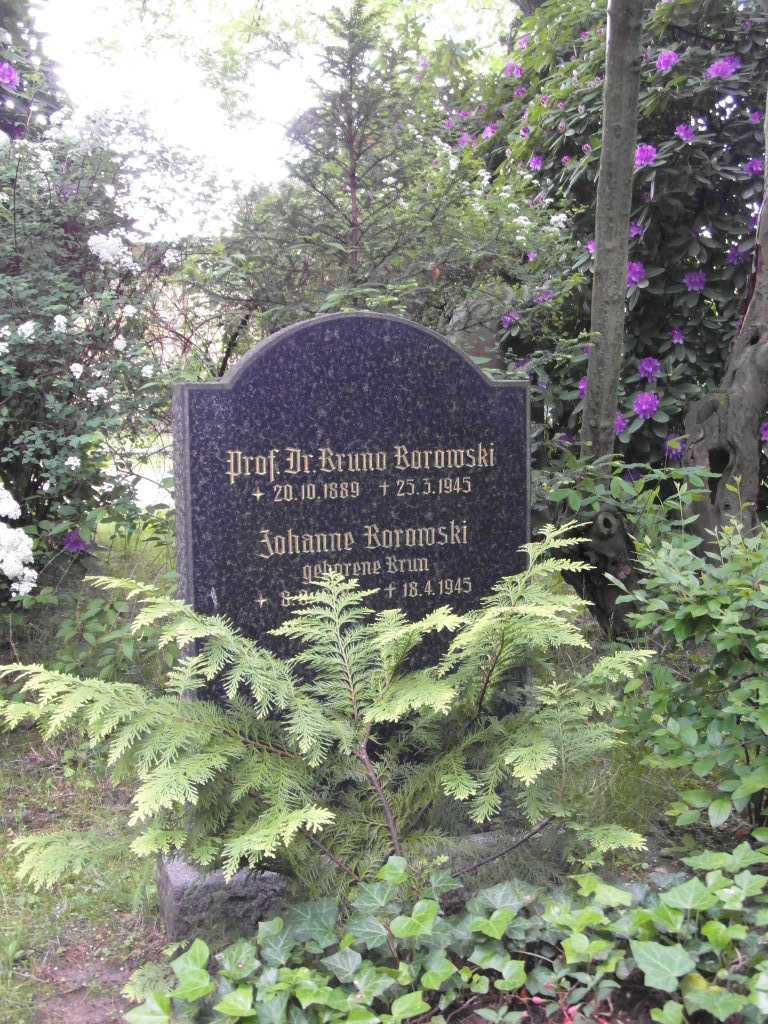
Grabstätte Bruno Borowski auf dem Südfriedhof in Leipzig

Bruno Borowski bezog 1909 die Universität Leipzig zum Philologiestudium. Dieses schloss er 1915 mit der Promotion zum Doktor der englischen Philologie ab. Seine Dissertation hieß Versuch zur Gewinnung latenten Sprachschatzes in der angelsächsischen Poesie: Die Methode und die bei ihrer Anwendung gewonnenen Substantiva. Die Jahre von 1916 bis 1920 verbrachte er wegen einer Krankheit in Norwegen. 1922 wurde er an der Universität für englische Sprache und Literatur habilitiert, seine dafür angefertigte Schrift heißt Lautdubletten im Altenglischen.
1923 stellte die philologisch-historische Abteilung der Fakultät für Philosophie Borowski als Privatdozenten an. Dabei vertrat er die Fakultät bei der Dozentenschaft. Zum planmäßigen außerordentlichen Professor schließlich wurde er 1926 berufen. Die Professur hatte er bis zu seinem Tode 1945 im Alter von 55 Jahren inne.
Borowski gehörte dem NS-Dozentenbund und unterzeichnete November 1933 das Bekenntnis der deutschen Professoren zu Adolf Hitler. Am 29. Oktober 1937 beantragte er die Aufnahme in die NSDAP und wurde rückwirkend zum 1. Mai desselben Jahres aufgenommen (Mitgliedsnummer 5.823.846).

## Schriften (Auswahl)
- Zum Nebenakzent beim altenglischen Nominalkompositum. Halle (Saale) 1921.
- Lautdubletten im Altenglischen. Halle (Saale) 1924.